# Davor
Davor (do roku 1890 Svinjar) je vesnice a správní středisko stejnojmenné opčiny v Chorvatsku v Brodsko-posávské župě. Nachází se blízko hranic s Bosnou a Hercegovinou u břehu řeky Sávy, naproti bosenskému městu Srbac, asi 24 km jihovýchodně od Nové Gradišky a asi 53 km jihozápadně od Slavonského Brodu. V roce 2011 žilo v opčině 3 015 obyvatel, z toho 2 382 v Davoru a 633 v připadající vesnici Orubica.
Opčinou procházejí župní silnice Ž4178 a Ž4180.